# 도화년
《도화년》(度华年)은 2024년 방송되었던 중국의 드라마이다.

## 줄거리
- 대하의 장공주 이용과 조정 재상 배문선은 젊은 시절로 돌아가는 꿈을 통해 원수에서 절친으로, 절친에서 연인이 된다. 서로 믿고 돕던 두 사람은 마침내 재회하고 함께 사업을 시작하고 진실과 사랑을 찾는다.
- 시대적 혼란 속에서 충신의 외동아들로 자란 홍승수는 부패한 조정 내부에서 정의를 수호하기 위해 헌신하는 인물이다. 한편 예기(藝妓)이자 예술과 철학에 조예가 깊은 이향운은 연희를 매개로 궁중과 민간을 잇는 다리 역할을 한다. 두 사람은 운명적으로 만나 서로의 이상과 가치를 이해하게 되지만, 정권 다툼과 궁중 암투, 친족의 배신 등 수많은 정치적 사건이 이들의 관계를 시험한다. 결국 홍승수와 이향운은 각자의 신념과 사랑을 지키기 위해 중대한 선택과 희생을 감내하며 이야기는 서정적이면서도 비극적인 결말로 이어진다.

## 등장 인물
- 장릉혁 (张凌赫) - 배문선 역
- 자오진마이 - 이용 역
- 진학일 (陈鹤一) - 소용경 역
- 류욱위 (刘旭威) - 이천 역
- 성과 (Loyce) - 상관아 역
- 역대천 (易大千) - 소용화 역
- 학추 (鹤秋) - 순천 역
- 쑨루이 - 영비 역
- 왕박문 (王博文) - 최옥량 역